# 허재 (고려)
허재(許載, 1062년~1144년)는 고려의 문신이다. 본관은 공암(孔巖). 자는 수강(壽康).
어려서 아버지를 여의고 몹시 빈곤하게 자랐다. 말단 관리인 도필리(刀筆吏)로 벼슬을 시작했으나, 공을 쌓아 숙종 때 철주방어판관(鐵州防禦判官)에 임명되었다.
1109년(예종 4) 구성전투(九城戰鬪)에 중군녹사(中軍錄事)로 병마부사 이관진(李冠珍) 등과 함께 길주성을 여러 달 동안 고수하고, 중성(重城)을 쌓아 여진족을 물리치는 데 공을 세워 감찰어사에 제수되었다. 행영병마판관(行營兵馬判官)이 되어 김의원(金義元) 등과 함께 길주성 밖에서 여진을 쳐서 30여 명을 베고 철갑과 우마를 노획해, 그 공으로 어사잡단(御史雜端)에 승진하였다.
1115년 어사대부 최지(崔贄)와 함께 왕의 유행(遊行)을 간하여 가납되었다. 1117년 차상서병부시랑(借尙書兵部侍郎)으로 동북면병마사가 된 것을 비롯해 1122년까지 3차에 걸쳐 동북면·서북면의 병마사를 역임하였다. 장기간 동안 북변을 방어한 경험을 살려 왕에게 변방수비의 방책을 건의한 것이 받아들여져 정책으로 채택되었다.
허재는 배우지 못하여 학식이 없었다. 인종 때 이자겸(李資謙)과 척준경(拓俊京)이 권력을 잡자 허재는 그들 편에 섰기 때문에 1126년 중서시랑 동 중서문하평장사(中書侍郞同中書門下平章事)에 이르렀다.
이자겸이 패망하자 간관(諫官)이 상소하여 그의 죄를 극간하여 풍주방어사(豊州防禦使)로 좌천되었고, 또 그의 아들 허순(許純)도 전주방어판관(全州防禦判官)으로 좌천되자 여론이 통쾌하게 여겼다. 기한이 차자 병부상서(兵部尙書)로 임명하고 관직에서 물러나게 하니, 대간(臺諫)이 이를 논박하였다. 마침 서해도 안찰사(按察使)가 “허재가 풍주(豊州 : 황해도 과일군)에 있을 때 행정상의 공적이 있으니, 버릴 수가 없습니다.”고 보고했으므로, 결국 호부상서로 임명하여 퇴직하게 하고, 얼마 있다가 개부의동삼사(開府儀同三司)·검교태위(檢校太尉)로 치사(致仕)하였다.

## 가족
- 부: 허정(許正)
- 모: 강릉 김씨(江陵金氏)
  - 처: 성주 이씨(星州李氏)
    - 아들: 허순(許純)